# Theo Mackeben
Theo Mackeben (prononciation : [teo makeːbn̩]), connu aussi sous les pseudonymes de John Morris et Red Roberts, né le 5 janvier 1897 à Starogard Gdański, alors en province de Prusse-Occidentale et mort le 10 janvier 1953 à Berlin est un compositeur, pianiste et chef d'orchestre allemand de nombreuses musiques de scène et de films.

## Biographie
Le père de Theo Mackebens est fonctionnaire de l'armée prussienne et directeur de l'administration de la garnison de Starogard Gdański, actuellement en Pologne. Après avoir été diplômé de l'école secondaire de Coblence, de 1916 à 1920, Mackeben étudie le violon et le piano à la Hochschule für Musik de Cologne, puis à Varsovie, tout en prenant des leçons de Jules de Westheim. Il se produit ensuite, dans les années 1920 comme pianiste de radio et de café, notamment au Café Größenwahn où il accompagne la chanteuse Rosa Valetti et à l'Hôtel Esplanade de Berlin, avec l'orchestre de danse de Barnabás von Géczy.
En 1928, au Theater am Schiffbauerdamm, il dirige la création de Dreigroschenoper. Il arrange la musique de l'opérette de Carl Millöcker Gräfin Dubarry, pour une production de 1931 intitulée Die Dubarry.
Dans les années 1930, il compose la musique pour des pièces de théâtre et pour plus de 50 films, dont certains de Max Ophüls, Gustaf Gründgens et Willi Forst. Il écrit en 1938 la musique de l'opérette Anita und der Teufel d'où est extrait un thème qui deviendra célèbre Bei dir war es immer so schön.
À l'époque du national-socialisme, Mackeben écrit de la musique de films de divertissement, mais aussi la bande originale de films de propagande comme Ohm Krüger, dénonçant le colonialisme anglais en Afrique du Sud.
Après la guerre, il écrit un concerto pour piano et une ballade symphonique pour violoncelle et orchestre, tout en étant également chef d'orchestre au Komische Oper Berlin.

## Enregistrements
Comme chef d'orchestre, les enregistrements de Mackeben, réalisés à la fin des années 1920 et pendant les années 1930 comprennent des extraits de Dreigroschenoper et de Die Dubarry, la Laendische Suite de Scassola, une fantaisie sur La Fiancée vendue de Smetana, Der Vogelhändler de Carl Zeller, La traviata de Verdi, Mahagonny de Kurt Weill et Die schöne Galathée de Franz von Suppé, sur des labels tels que Telefunken et Berlin.
Une sélection de la musique de Mackeben a été enregistrée par l'Orchestre symphonique de la WDR de Cologne dirigé par Emmerich Smola et publié en 1995 par Capriccio.

## Œuvres principales

### Opérettes
- 1931 : Die Dubarry (film en 1951)
- 1932 : Die Journalisten
- 1934 : Lady Fanny And The Servant Problem
- 1934 : Liebe auf Reisen
- 1938 : Anita und der Teufel
- 1943 : Der goldene Käfig
- 1950 : Die Versuchung der Antonia

### Opéras
- Manuela
- Rubens

### Oratorio
- Hiob

### Autres œuvres
- Concertos pour piano et violoncelle
- Musiques de scène
- Pièces orchestrales
- Lieder

## Filmographie partielle
- 1932 : La Fiancée vendue (Die verkaufte Braut) de Max Ophüls
- 1933 : Liebelei de Max Ophüls
- 1934 : So oder so ist das Leben
- 1935 : L'Étudiant de Prague (Der Student von Prag) d'Arthur Robison
- 1938 : Tanz auf dem Vulkan (de) de Hans Steinhoff
- 1938 : Fausses Nouvelles (Break the News) de René Clair
- 1938 : Magda (Heimat) de Carl Froelich
- 1939 : Pages immortelles (Es war eine rauschende Ballnacht) de Carl Froelich
- 1939 : Bel-Ami de Willi Forst
- 1940 : Marie Stuart (Das Herz der Königin) de Carl Froelich
- 1941 : Le Président Krüger (Ohm Krüger) de Hans Steinhoff, Karl Anton et Herbert Maisch
- 1941 : Le Chemin de la liberté (Der Weg ins Freie) de Rolf Hansen
- 1942 : Hochzeit auf Bärenhof (de) de Carl Froelich
- 1942 : Les femmes ne sont pas des anges de Willi Forst
- 1943 : Das Bad auf der Tenne (de) de Volker von Collande
- 1943 : Jeune fille sans famille (Altes Herz wird wieder jung) d'Erich Engel
- 1947 : … und über uns der Himmel de Josef von Báky
- 1948 : Chemie und Liebe d'Arthur Maria Rabenalt
- 1949 : Die Reise nach Marrakesch (de) de Richard Eichberg
- 1949 : Wer bist du, den ich liebe? (de) de Géza von Bolváry
- 1951 : Confession d'une pécheresse (Die Sünderin) de Willi Forst

## Crédit d'auteurs
- (de) Cet article est partiellement ou en totalité issu de l’article de Wikipédia en allemand intitulé « Theo Mackeben » (voir la liste des auteurs).